# Ultrazvuk
Ultrazvuk je zvuk čija je frekvencija iznad gornje granice čujnosti za normalno ljudsko uvo, a koja iznosi 20 kHz. Kada je frekvencija zvučnog talasa veća od 109 Hz, govori se o hiperzvuku. Talasne dužine ultrazvučnih talasa u vazduhu iznose do 0,5 μm, a u tečnostima i čvrstim telima veće su oko 4 do 12 puta, zbog veće brzine širenja ultrazvuka. U prirodi se ultrazvuk pojavljuje uz zvučne talase, a veštački se može proizvesti ultrazvučnim generatorima, odnosno pretvaračima drugih oblika energije u energiju ultrazvučnih talasa.
Neke životinje (npr. psi, delfini, šišmiši, miševi, ...) mogu čuti ultrazvuk jer imaju višu gornju graničnu frekvenciju od čoveka. Mlađe osobe, a posebno deca, mogu čuti neke zvukove visokih frekvencija. Što je čovek stariji, gornja granica čujnosti mu pada, što znači da sve slabije čuje zvukove visokih frekvencija. Visoke zvučne frekvencije su sastavni deo spektra frekvencija koje proizvodi neki izvor zvuka, a spektar zvučnih frekvencija čini boju zvuka. Opadanjem čujnosti visokih frekvencija starenjem, starijim ljudima se menjaju i boje zvuka, što znači da simfonijski orkestar ili zvuk violine drugačije čuje dete od šest, odrastao čovek od 30 ili starac od 80 godina.
Najpoznatija primena ultrazvuka je u medicini - ultrazvučna dijagnostika (npr. Transkranijalni dopler). Ultrazvuk se i za mnoge druge svrhe (otkrivanje jata riba i podmornica, tzv. sonar). Princip korištenja je vrlo jednostavan: odašilje se ultrazvučni talas, koji se odbija od prepreke te se prema vremenu potrebnom da se talas vrati određuje udaljenost i oblik objekta.

## Načini proizvodnje ultrazvuka

### Piezoelektrični učinak
Najrasprostranjeniji generator ultrazvuka je kvarcni generator, čiji je rad zasnovan na takozvanom piezoelektričnom učinku (Lipmannov učinak), to jest deformacije nekih kristala i keramičkih masa u električnom polju. Ako se stave u naizmenično električno polje određene frekvencije, krajevi kristala i keramike mogu generirati ultrazvuk određene frekvencije. To je pojava kada se na nekim kristalima (kvarc, turmalin i drugim), pogodno odrezanima, javlja električna polarizacija kada se silom izvrši elastična deformacija. Umesto da se deluje silom, može se postići obrnut učinak - elektrostrikcija - stavljanjem pločica u naizmenično električno polje vrlo visoke frekvencije. Kada se frekvencija naizmeničnog napona poklopi sa svojstvenom (vlastitom) frekvencijom kvarcne pločice, nastupa rezonancija. Usled rezonancije, pločica jako osciluje i proizvodi ultrazvučne talase znatne amplitude. Upotrebom turmalina mogu se dobiti ultrazvučne oscilacije i do nekoliko stotina MHz.

### Elektrostrikcija
Elektrostrikcijski pretvarač koristi pojavu elektrostrikcije, to jest promenu dužine tela načinjenog od dielektrika u električnom polju. Elektrostrikcija (kasnolat. strictio: stezanje) je elastična promena dimenzija koja se pojavljuje u nekim dielektricima kada se stave u električno polje. Za razliku od piezoelektričnog učinka, ovde ne vredi obrat.

### Magnetostrikcija
Ova metoda dobijanja ultrazvuka zasnovana je na svojstvu nekih materijala da delovanjem magnetnog polja menjaju dimenzije (gvožđe, kobalt, nikal itd.). Ovi se materijali u jačem magnetnom polju uglavnom skraćuju, te je ova pojava nazvana magnetostrikcijom (striktura - stezanje, sužavanje). Ako se kratak štap od ovih materijala nalazi u promenjivom magnetnom polju, onda se dovodi u rezonantno longitudinalno oscilovanje, kad se kroz elektromagnet propušta naizmenična struja odgovarajuće frekvencije.

### Mehanički pretvarač
Mehanički pretvarač u osnovi je zviždaljka ili sirena koja stvara vazdušne talase u ultrazvučnom području. Najpoznatija je takozvana nečujna zviždaljka, koja se koristi u obuci pasa, koji čuju više tonove od ljudi, te uređaji za teranje ptica na principu ultrazvučnih sirena.

### Elektrostatički i elektrodinamički pretvarači
Elektrostatički i elektrodinamički pretvarači pobuđuju oscilovanje pomične kondenzatorske ploče ili pokretnog provodnika vrtložnim strujama u električnom ili magnetskom polju, što rezultira nastankom ultrazvuka. Ti se pretvarači ponajviše koriste u obrnutom režimu za prijem (registraciju) ultrazvuka (slično mikrofonu), pri čemu oscilovanje kondenzatorske ploče ili provodnika uzrokovano ultrazvukom izaziva pojavu električne struje, koja se registruje.

## Primena ultrazvuka
Ultrazvučno testiranje materijala ili ultrazvučna kontrola najvažnija je tehnika primene ultrazvuka. Koristi se za detekciju mikropukotina u čvrstim objektima (na primer zidovi velikih spremnika pod pritiskom, glomazni rotirajući elementi), za proveru kvaliteta (pre ugradnje objekta) ili ustanovljenje stanja (dotrajalosti). Testiranje se zasniva na merenju vremena prolaska ultrazvučnog signala kroz uzorak: ako je na primer obloga spremnika homogena, signal će se reflektovati tek na unutrašnjoj granici zida, a ako postoje nehomogenosti, refleksija će se pojaviti ranije. Metoda je posebno prikladna za ispitivanje glomaznih komada i objekata složene konstrukcije, gde nije moguće primeniti snimanje rendgenskim zracima (defektoskopija).
U praktičnoj medicini ultrazvuk se primenjuje u lečenju različitih reumatskih bolesti (ultrasonoterapija), u dijagnostici, posebno u opstetraciji (razvoj zametka, mnogostruka trudnoća, promene placente i drugo) i u kardiologiji. Svojstva nekoga tkiva mogu se utvrditi na temelju brzine kojom se ultrazvuk širi u tkivu. Otpor što ga širenju ultrazvuka pružaju tkiva može se pretvaranjem odbijenih ultrazvučnih talasa u električne impulse pratiti na zaslonu uz pomoć elektronskih uređaja (ehokardiografija; ehooftalmografija; ehosonografija ili ultrasonografija; encefalografija).
Ultrazvuk se koristi i pri čišćenju materijala, gde se iskorištava pojava kavitacije u tečnostima, na primer vodi. Uređaji za čišćenje koji koriste ultrazvuk mogu biti različitih dimenzija, od malih ladica u laboratorijima i zubarskim ordinacijama (za čišćenje na primer zubne proteze nakon brušenja i poliranja), do velikih industrijskih postrojenja. Kavitacija izazvana ultrazvukom omogućava i stvaranje emulzija dve ili više tečnosti koje se inače ne mešaju.
Kako ultrazvuk slabo gubi na jačini (intenzitetu) pri prolasku kroz vodu u odnosu na zvučne talase manjih frekvencija, u hidroakustici se koristi pri izradi sonara. Ultrazvukom se lokalno može povisiti temperatura, što se koristi u više područja, na primer u medicinskoj terapiji ili u industrijskoj primeni za zavarivanje plastomera.
Ultrazvučno zavarivanje se koristi uglavnom za spajanja plastičnih delova, koji nalegnu jedan na drugi, počinju da vibriraju usled delovanja ultrazvuka, zatim dolazi do njihove plastifikacije usled trenja graničnih površina i njihovog spajanja za vreme hlađenja uz pomoć pritiska spajanja. Delovi se na dodirnom mestu zagrevaju trenjem uzrokovanim ultrazvučnim mehaničkim oscilacijama, što ih na mesto zavarivanja prenosi sonotroda (ultrazvučna elektroda).

## Percepcija

### Ljudi
Gornja granica frekvencije kod ljudi (približno 20 ) je posledica ograničenja srednjeg uva. Slušni osećaj se može javiti ako se ultrazvuk visokog intenziteta direktno proizvodi u ljudskoj lobanji i doseže puž kroz kosti, bez prolaza kroz srednje uvo.
Deca mogu da čuju neke visoke tonove koje odrasle osobe ne mogu da čuju, jer se kod ljudi gornja granica visine tona sluha smanjuje se s godinama. Jedna američka kompanija mobilnih telefona je koristila ovo da kreira signale zvona koje navodno mogu da čuju samo mlade osobe, ali se ispostavilo da mnoge starije osobe isto tako mogu da čuju te signale, što može biti usled znatne varijacije stepena pogoršanja gornjeg praga sluha uzrokovanog starenjem. „Komarac” je elektronski uređaj koji koristi zvuk visoke frekvencije s ciljem odvraćanje zadržavanja mladih osoba na datoj lokaciji.

### Životinje
Šišmiši koriste razne tehnike ultrazvučnog rangiranja (eholokacija) kako bi otkrili svoj plen. Oni mogu da detektuju frekvencije iznad 100 kHz, a verovatno i do 200 kHz.
Mnogi insekti imaju dobar ultrasonični sluh, i većina njih su nokturni insekti koji obraćaju pažnju na eholociranje šišmiša. Time su obuhvaćene mnoge grupe moljaca, tvrdokrilaca, Mantidae i mrežokrilaca. Nakon što čuju šišmiša, neki insekti proizvode manevre izbegavanja da bi izbegli da budu uhvaćeni. Ultrasonične frekvencije aktiviraju refleksne akcije kod nokturnih moljaca što uzrokuje da lagano padnu u letu kako bi izbegli napad. Tigrasti moljci isto tako emituju klikove koji mogu da ometu eholociranje šišmiša, a u drugim slučajevima mogu da oglašavaju činjenicu da su oni otrovni putem emitovanja zvuka.
Slušni opseg pasa i mačaka se proteže u ultrazvučnu oblast; gornji kraj raspona pasa je oko 45 , dok je kod mačaka 64 . Divlji preci mačaka i pasa razvili su ovaj viši raspon sluha kako bi čuli zvukove visoke frekvencije koje pravi njihovi preferentni plen, mali glodari. Pištaljka za pse koja emituje ultrazvuk se koristi za trening i dozivanje pasa. Frekvencija većine pištaljki za pse je u opsegu od 23 do 54 .
Kitovi zubani, uključujući delfine, mogu da čuju ultrazvuk i koriste takve zvuke u svojim navigacionim sistemima (biosonarima) za orijentaciju i hvatanje plena. Pliskavice imaju jedan od najviših poznatih gornjih slušnih limita od oko 160 . Nekoliko tipova ribe može da detektuje ultrazvuk. U redu Clupeiformes, članovi podfamilije Alosinae mogu da detektuju zvuk i do 180 , dok druge podfamilije (e.g. haringe) mogu da čuju samo do 4 .
Ultrazvučni generatorski/zvučnični sistemi se prodaju kao uređaji za elektronsku kontrolu štetočina, za koje se tvrdi da mogu da rasteraju glodare i insekte, mada nema naučne evidencije da su takvi uređaju delotvorni.

## Literatura
- Vertebrate pests: problems and control; Volume 5 of Principles of plant and animal pest control, National Research Council (U.S.). Committee on Plant and Animal Pests; Issue 1697 of Publication (National Research Council (U.S.))). National Academies. 1970. стр. 92.
- Papadakis, Emmanuel P., ур. (1999). Ultrasonic Instruments & Devices. Academic Press. стр. 752. ISBN 978-0-12-531951-5.
- Hui YH (2003). Food plant sanitation. CRC Press. стр. 289. ISBN 978-0-8247-0793-4.
- Whitlow WL (1993). The sonar of dolphins. Springer. ISBN 978-0-387-97835-2. Приступљено 13. 11. 2011.
- Krantz L (2009). Power of the Dog: Things Your Dog Can Do That You Can't. MacMillan. стр. 35—37. ISBN 978-0312567224.
- Tougaard J, Miller LA, Simmons JA (2003). „The role of arctiid moth clicks in defense against echolocating bats: interference with temporal processing”.  Ур.: Thomas J, Moss CF, Vater M. Advances in the study of echolocation in bats and dolphins. Chicago: Chicago University Press. стр. 365—372.
- Popper A, Fay RR, ур. (1995). Hearing by Bats. Springer Handbook of Auditory Research. 5. Springer. ISBN 978-1-4612-2556-0.
- Novelline, Robert (1997). Squire's Fundamentals of Radiology (5th изд.). Harvard University Press. ISBN 978-0-674-83339-5.
- Kundu T (2004). Ultrasonic nondestructive evaluation: engineering and biological material characterization. Boca Raton, FL: CRC Press. ISBN 978-0-8493-1462-9.
- Grzesik J, Pluta E (1983). „High-frequency hearing risk of operators of industrial ultrasonic devices”. International Archives of Occupational and Environmental Health. 53 (1): 77—88. PMID 6654504. doi:10.1007/BF00406179.

## Spoljašnje veze
- [https://web.archive.org/web/20130110213842/http://www.hc-sc.gc.ca/ewh-semt/pubs/radiation/safety-code_24-securite/health-sante-eng.php
- Архивирано на веб-сајту  (23. јул 2011)